# Oscar Fantenberg
Oscar Fantenberg, född 7 oktober 1991 i Ljungby, är en svensk professionell ishockeyspelare som spelar för Linköping HC i SHL. Fantenberg inledde ishockeykarriären i moderklubben IF Troja-Ljungby, vilken han lämnade 2009 för spel med HV71. Han gjorde debut i SHL (dåvarande Elitserien) 2010 och spelade med HV71 fram till och med säsongen 2013/14. Under tiden i HV71 var Fantenberg stundtals också utlånad både till Troja-Ljungby och IK Oskarshamn i Hockeyallsvenskan. Därefter tillbringade han två säsonger med Frölunda HC, med vilka han vann SM-guld 2016. Samma säsong vann han också Champions Hockey League med klubben.
Efter SM-guldet spelade Fantenberg en säsong i KHL för HK Sotji, där han blev uttagen att spela i ligans All Star-match, innan han lämnade Europa. De tre följande säsongerna spelade han i Nordamerika för Los Angeles Kings, Calgary Flames och Vancouver Canucks i NHL, samt Ontario Reign och Utica Comets i AHL. Inför säsongen 2020/21 återvände Fantenberg till KHL, där han under två säsonger spelade för SKA Sankt Petersburg. Sedan maj 2022 tillhör han Linköping HC.
Fantenberg gjorde A-landslagsdebut för Sverige 2012. Sedan dess har han representerat Sverige vid VM i Ryssland 2016 och OS i Peking 2022.

## Karriär

### Klubblag

#### 2008–2014: Troja-Ljungby och HV71
Fantenberg inledde sin ishockeykarriär i moderklubben IF Troja-Ljungby. Under sina juniorår var han bland annat med att spela upp klubbens J20-lag från J20 Elit till J20 Superelit. Den 3 januari 2009 gjorde han debut för Troja-Ljungby i Hockeyallsvenskan i en 1–3-seger mot IF Sundsvall Hockey. Fantenberg spelade totalt tre matcher för klubben i Hockeyallsvenskan denna säsong, utan att göra några poäng. Inför säsongen 2009/10 lämnade Fantenberg Troja-Ljungby för spel i HV71 J20.
I november 2009 bekräftades det att han lånats ut till IK Oskarshamn i Hockeyallsvenskan, för vilka han spelade fyra matcher. I sin andra match för klubben gjorde han sitt första mål i Hockeyallsvenskan, på Andro Michel, i en 2–3-förlust mot Bofors IK. Han återvände till HV71 i december och gjorde därefter A-lagsdebut för klubben i Elitserien den 21 januari 2010, i en match mot Linköping HC. Han spelade totalt tre Elitseriematcher och noterades för en assistpoäng. Större delen av säsongen tillbringade Fantenberg med HV71:s J20-lag där han på 36 grundseriematcher stod för 20 poäng.
Efter att ha inlett säsongen 2010/11 med spel både i Elitserien och för HV71 J20, bekräftades det i november 2010 att Fantenberg lånats ut till sin moderklubb Troja-Ljungby. Han spelade med klubben fram till och med den 8 december samma år och stod för två mål och en assistpoäng på totalt åtta matcher. HV71, som vann grundserien, ställdes i kvartsfinalspelet mot AIK där Fantenberg fick spela sina två första slutspelsmatcher i Elitserien. Laget slogs dock ut efter att ha förlorat samtliga matcher mot AIK. I J20 Superelits södra division var Fantenberg den back som gjorde flest mål i grundserien (8). Under säsongens gång förlängde han också sitt avtal med HV71 med två år.
I inledningen av säsongen 2011/12 var Fantenberg ordinarie i Elitserien. Den 29 september 2011 noterades han för sitt första Elitseriemål, på Anton Forsberg, då Modo Hockey besegrades med 6–1. Han spelade 37 grundseriematcher för HV71 och stod för tre mål och fyra assist. Under slutet av säsongen lånades han åter ut till Troja-Ljungby i Hockeyallsvenskan där han på 13 matcher stod för fyra poäng, varav ett mål. Den efterföljande säsongen spelade Fantenberg åter för HV71. Efter att ha ådragit sig en handskada i november, som senare tvingade honom till operation, missade Fantenberg en stor del av säsongen. Han spelade endast 28 grundseriematcher, där han slog personligt poängrekord (3 mål, 11 assist). Den 28 december 2012 tillkännagavs det att Fantenberg förlängt sitt avtal med HV71 med ytterligare en säsong.
Säsongen 2013/14 kom att bli hans sista med HV71. Inför säsongen utsågs Fantenberg till en av de assisterande lagkaptenerna i HV71. Man slutade på tionde plats i grundserien och var därmed det sista laget att ta sig till SM-slutspel. På 47 grundseriematcher stod Fantenberg för 13 poäng, varav två mål. HV71 tog sig till kvartsfinalspel sedan man besegrat Leksands IF i play-in med 2–1 i matcher. Därefter förlorade man dock kvartsfinalserien mot Skellefteå AIK med 4–1. Fantenberg stod för två assistpoäng på åtta slutspelsmatcher.

#### 2014–2017: SM-guld med Frölunda och KHL

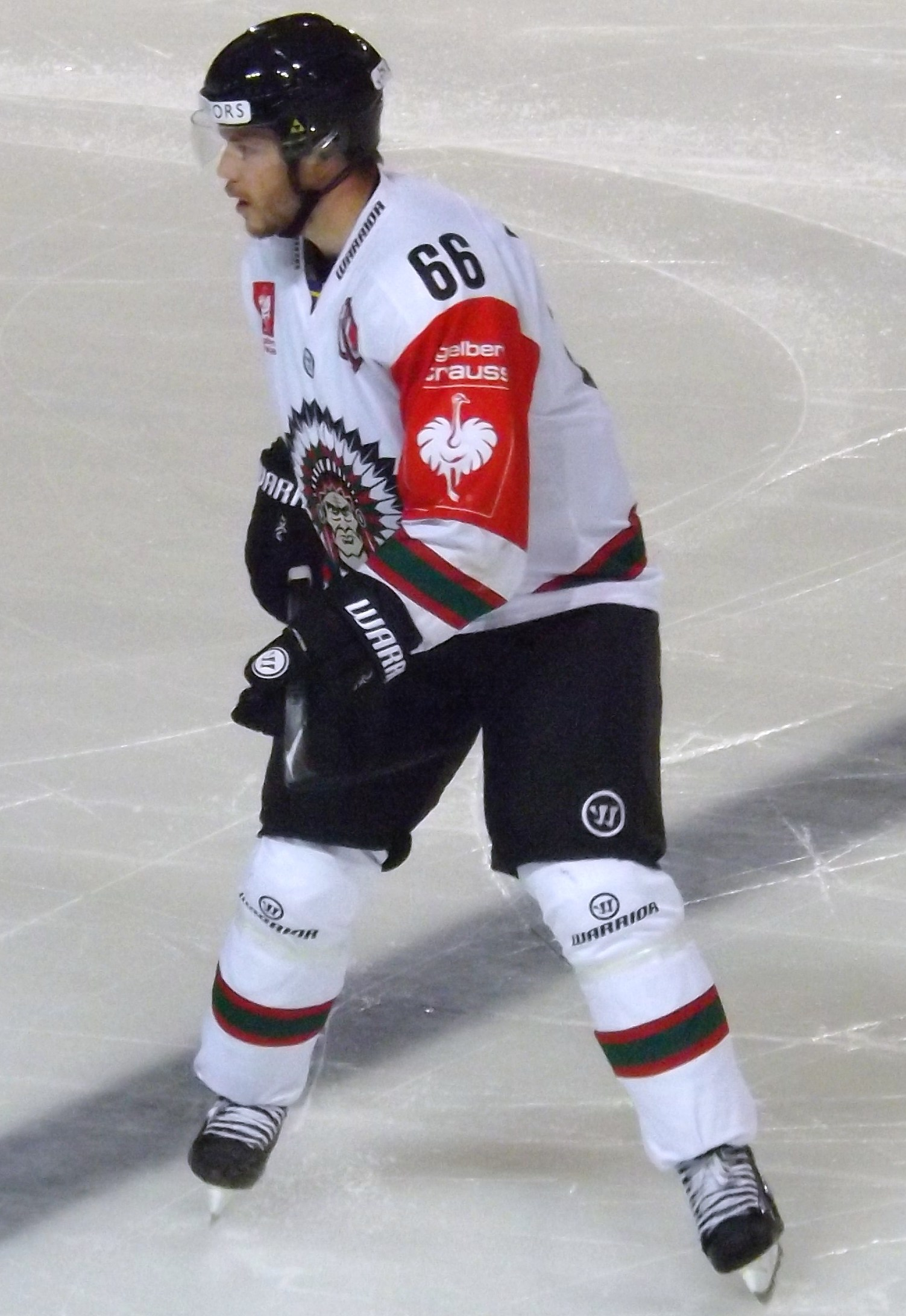
Fantenberg med Frölunda HC, 2014.

Efter fem säsonger med HV71 bekräftades det den 3 april 2014 att Fantenberg lämnat klubben för spel med seriekonkurrenten Frölunda HC, för vilka han skrivit ett tvåårskontrakt. Han spelade sin första SHL-match för Frölunda den 11 september 2014 och noterades månaden därpå för sitt första mål i klubben, på Mantas Armalis, i en 0–6-seger mot Djurgårdens IF. På 50 grundseriematcher stod han för nio poäng, varav två mål. Frölunda slutade på andra plats i tabellen och slog i kvartsfinal ut Luleå HF med 4–3 i matcher. I semifinalserien mot Växjö Lakers HC föll man dock med 4–2 i matcher. På 13 slutspelsmatcher noterades Fantenberg för fem assistpoäng.
Inför säsongen 2015/16 utsågs Fantenberg till en av Frölundas assisterande lagkaptener. Den följande säsongen var Fantenbergs dittills poängmässigt bästa. Han slutade på andra plats i backarnas poängliga i Frölunda och noterades för 17 poäng på 43 grundseriematcher (4 mål, 13 assist). Vid grundseriens slut bekräftades det den 14 mars 2016 att Fantenberg förlängt sitt avtal med Frölunda med ytterligare en säsong. Laget, som slutade på andra plats i grundserietabellen, tog sig till SM-final sedan man slagit ut både Djurgårdens IF (4–1) och Luleå HF (4–2) i slutspelet. Frölunda vann även finalserien, mot Skellefteå AIK (4–1). I slutspelet var Fantenberg Frölundas poängmässigt bästa back och slutade på andra plats i backarnas totala poängliga, endast slagen av Linus Hultström. På 16 matcher stod han för tio poäng, varav två mål. Fantenberg var också den av alla backar som hade bäst plus/minus-statistik i slutspelet (8).
Frölunda bekräftade den 5 maj 2016 att Fantenberg nyttjat en klausul i sitt avtal med Frölunda och lämnat klubben för spel i den ryska klubben HK Sotji i KHL. Han gjorde KHL-debut den 23 augusti samma år, i en 3–1-seger mot Dinamo Riga. Den 3 december 2016 gjorde han sitt första mål i KHL, på Ville Kolppanen, i en 5–1-seger mot HK Neftechimik Nizjnekamsk. Sotji var det sista laget från den västra konferensen i KHL att missa Gagarin Cup-slutspelet. Fantenberg var under säsongens gång lagets poängmässigt bästa back och stod för 23 poäng på 44 grundseriematcher (3 mål, 20 assist). Han blev också uttagen till ligans All Star-match, en match han dock inte medverkade i.

#### 2017–2022: Spel i NHL och AHL
Efter en lyckad säsong i KHL bekräftades det den 3 maj 2017 att Fantenberg skrivit ett ettårskontrakt med Los Angeles Kings i NHL, på ett värde av 925 000 dollar. Han gjorde NHL-debut för Kings i lagets säsongspremiär mot Philadelphia Flyers den 5 oktober 2017. Mellan sin fjärde och sjunde NHL-match gjorde Fantenberg en assistpoäng i varje match, vilket blev hans längsta poängsvit i NHL. Den 9 november 2017 noterades han för sitt första NHL-mål, på Peter Budaj, i en 5–2-förlust mot Tampa Bay Lightning. I mitten av januari 2018 blev Fantenberg nedskickad till Kings farmarlag Ontario Reign i AHL. Han gjorde AHL-debut den 17 januari i en 1–3-förlust mot San Antonio Rampage. Månaden därpå, den 3 februari 2018 gjorde han sitt första mål i AHL, på Steve Michalek, i en 1–5-seger mot Iowa Wild. Fantenberg spelade totalt 25 grundseriematcher för Reign och stod för 13 poäng, varav ett mål.
I början av april 2018 kallades han tillbaka till Kings i NHL, där han fick spela grundseriens sista match. Fantenberg stod för nio poäng på 27 NHL-matcher (två mål, sju assist). Därefter gjorde han Stanley Cup-debut: Kings ställdes mot Vegas Golden Knights i slutspelets första runda. I seriens andra match, som avgjordes i den andra förlängningsperioden, hade Fantenberg näst mest istid av samtliga utespelare – över 41 minuter. Kings förlorade serien med 4–0 i matcher och kort därefter återvände han till AHL för spel med Reign i Calder Cup-slutspelet. Likt Kings besegrades Reign i den första rundan i slutspelet, mot Texas Stars med 3–1 i matcher. På dessa fyra matcher gjorde Fantenberg ett mål och en assist.
Den 17 maj 2018 bekräftades det att Fantenberg skrivit en ettårig kontraktsförlängning med Kings till ett värde av 650 000 dollar. Den följande säsongen spelade han enbart i NHL. Den 25 februari 2019 meddelades det att Fantenberg blivit bortbytt till Calgary Flames, mot ett villkorligt draftval i fjärde rundan 2020. På 46 matcher för Kings stod han för ett mål och två assist, medan han för Flames noterades för en assistpoäng på 15 grundseriematcher. Därefter spelade han tre matcher för laget i Stanley Cup-slutspelet, där Flames slogs ut i första rundan av Colorado Avalanche med 4–1 i matcher.
Den 1 juli 2019 skrev han som free agent på ett ettårskontrakt värt 850 000 dollar med Vancouver Canucks. Han inledde säsongen med att spela två matcher för klubbens farmarlag Utica Comets i AHL. Därefter dröjde det till den 1 december 2019 innan han gjorde NHL-debut för Canucks. Fantenberg spelade totalt 36 grundseriematcher för Canucks där han stod för ett mål och fem assistpoäng. I Stanley Cup-slutspelet slog laget ut både Minnesota Wild och St. Louis Blues, innan man själva slogs ut av Vegas Golden Knights i kvartsfinalserien med 4–3 i matcher. Fantenberg gick poänglös ur de 16 matcher han spelade i slutspelet.

#### Från 2020: Återkomst till KHL och Linköping HC
Efter att ha gått kontraktslös i inledningen av säsongen 2020/21 bekräftades det den 27 oktober 2020 att Fantenberg återvänt till KHL då han skrivit ett ettårsavtal med SKA Sankt Petersburg. På 37 matcher gjorde Fantenberg sju assistpoäng för Sankt Petersburg i grundserien. Han gjorde sedan debut i Gagarin Cup-slutspelet där laget tog sig till semifinal sedan man slagit ut Dinamo Minsk (4–1) och HK Dynamo Moskva (4–1). I semifinalserien besegrades man av grundseriesegraren HK CSKA Moskva med 4–2 i matcher. Under slutspelet tillkännagavs det den 13 mars 2021 att Fantenberg förlängt sitt avtal med Sankt Petersburg med ytterligare två säsonger. Laget vann KHL:s västra konferens säsongen 2021/22 och tog sig återigen till semifinal i Gagarin Cup-slutspelet. För andra säsongen i följd slogs man ut av CSKA Moskva, denna gång med 4–3 i matcher.
Den 24 maj 2022 bekräftades det att Fantenberg brutit sitt avtal med Sankt Petersburg och istället återvänt till Sverige där han skrivit ett fyraårsavtal med Linköping HC i SHL. Fantenberg blev snabbt ett nav i Linköping där han hade ett snitt på över 24 minuter per match, mest av samtliga spelare i SHL säsongen 2022/23. I oktober fram till början av november 2022 missade han tio grundseriematcher på grund av en skada. Han gjorde sin poängmässigt bästa säsong i SHL och var näst bäst bland backarna i Linköping då han på 42 matcher noterades för 23 poäng, varav fyra mål.
Inför säsongen 2023/24 bekräftades det att Fantenberg tagit över rollen som lagkapten i Linköping HC efter Jonas Junland. Under försäsongen ådrog sig Fantenberg en skada vilken tvingade honom till operation, varför han missade inledningen av säsongen. Likt föregående säsong spelade han 42 matcher av grundserien och noterades även denna gång för 23 poäng (3 mål, 20 assist). Även denna säsong var han den i laget som hade mest istid per match (22:15). I SM-slutspelet slogs Linköping ut i kvartsfinalspelet mot Skellefteå AIK med 4–0 i matcher.
Fantenberg ådrog sig en skada i slutet av december 2024, vilken höll honom borta från spel fram till den 11 februari 2025. Han var åter den i laget med mest speltid per match (22:46) och noterades för 20 poäng på 38 grundseriematcher. Med sex mål gjorde han sin målmässigt bästa grundserie i SHL. Laget slutade dock på tolfte plats och missade därmed SM-slutspelet.

### Landslag

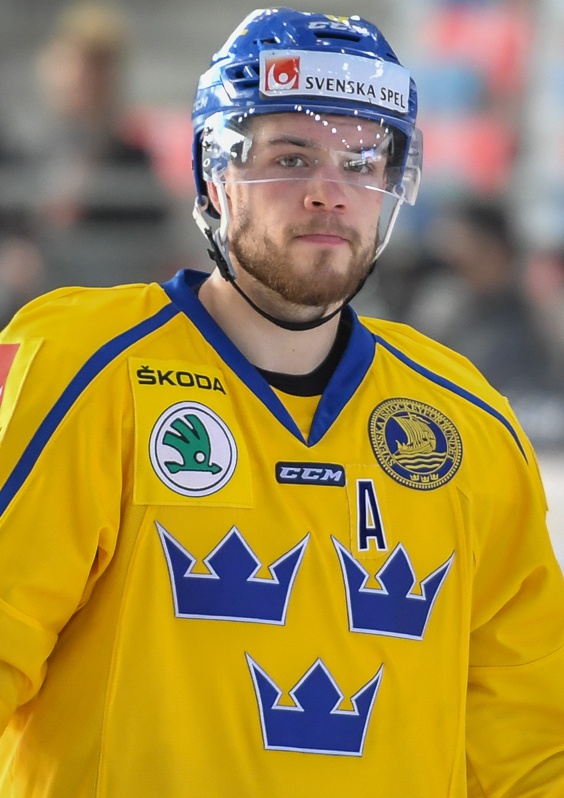
Fantenberg i landslagströja.

Som junior representerade Fantenberg Sveriges J20-lag vid tre landskamper i november 2010.
I slutet av oktober 2012 bekräftades det att Fantenberg blivit uttagen att spela Karjala Tournament 2012. Han gjorde A-landslagsdebut den 7 november samma år i en 3–1-förlust mot Tjeckien.
Den 26 april 2016 meddelade Sveriges förbundskapten Pär Mårts att Fantenberg blivit uttagen till Sveriges trupp att spela VM i Ryssland samma år. I gruppspelet placerade sig Sverige på tredje plats i grupp A, efter Tjeckien och Ryssland. I det efterföljande slutspelet slogs man omgående ut i kvartsfinalen av Kanada med 6–0. Fantenberg gick poänglös ur turneringen på åtta spelade matcher.
Den 11 februari 2017, under Sweden Hockey Games, gjorde Fantenberg sitt första A-landslagsmål, på Ilja Sorokin, i en 2–4-förlust mot Ryssland.
Den 21 januari 2022 bekräftades det att Fantenberg blivit uttagen att spela OS i Peking. Sverige kom tvåa i grupp C efter att man endast förlorat mot Finland, efter förlängningsspel. I slutspelet slog laget sedan ut Kanada i kvartsfinal med 2–0. I den efterföljande semifinalen föll dock Sverige mot Ryssland efter straffläggning med 1–2. Sverige fick därmed spela bronsmatch, mot Slovakien, där man besegrades med 0–4. På sex spelade matcher gick Fantenberg poänglös ur turneringen.

## Statistik

### Klubblag
| 2008–09    | IF Troja-Ljungby     | HA         | 3   | 0  | 0   | 0   | 0   | —  | — | —  | —  | —  |
| 2009–10    | HV71                 | Elitserien | 3   | 0  | 1   | 1   | 0   | —  | — | —  | —  | —  |
| 2009–10    | IK Oskarshamn        | HA         | 4   | 1  | 0   | 1   | 0   | —  | — | —  | —  | —  |
| 2010–11    | HV71                 | Elitserien | 8   | 0  | 0   | 0   | 0   | 2  | 0 | 0  | 0  | 0  |
| 2010–11    | IF Troja-Ljungby     | HA         | 8   | 2  | 1   | 3   | 8   | —  | — | —  | —  | —  |
| 2011–12    | HV71                 | SHL        | 37  | 3  | 4   | 7   | 6   | —  | — | —  | —  | —  |
| 2011–12    | IF Troja-Ljungby     | HA         | 13  | 1  | 3   | 4   | 2   | —  | — | —  | —  | —  |
| 2012–13    | HV71                 | Elitserien | 28  | 3  | 11  | 14  | 12  | —  | — | —  | —  | —  |
| 2013–14    | HV71                 | SHL        | 47  | 2  | 11  | 13  | 14  | 8  | 0 | 2  | 2  | 22 |
| 2014–15    | Frölunda HC          | SHL        | 50  | 2  | 7   | 9   | 38  | 13 | 0 | 5  | 5  | 0  |
| 2015–16    | Frölunda HC          | SHL        | 43  | 4  | 13  | 17  | 14  | 16 | 2 | 8  | 10 | 6  |
| 2016–17    | HK Sotji             | KHL        | 44  | 3  | 20  | 23  | 22  | —  | — | —  | —  | —  |
| 2017–18    | Los Angeles Kings    | NHL        | 27  | 2  | 7   | 9   | 11  | 4  | 0 | 1  | 1  | 2  |
| 2017–18    | Ontario Reign        | AHL        | 25  | 1  | 12  | 13  | 8   | 4  | 1 | 1  | 2  | 2  |
| 2018–19    | Los Angeles Kings    | NHL        | 46  | 2  | 1   | 3   | 10  | —  | — | —  | —  | —  |
| 2018–19    | Calgary Flames       | NHL        | 15  | 0  | 1   | 1   | 7   | 3  | 0 | 0  | 0  | 6  |
| 2019–20    | Utica Comets         | AHL        | 2   | 0  | 0   | 0   | 0   | —  | — | —  | —  | —  |
| 2019–20    | Vancouver Canucks    | NHL        | 36  | 1  | 5   | 6   | 6   | 16 | 0 | 0  | 0  | 4  |
| 2020–21    | SKA Saint Petersburg | KHL        | 37  | 0  | 7   | 7   | 16  | 15 | 0 | 2  | 2  | 4  |
| 2021–22    | SKA Saint Petersburg | KHL        | 33  | 0  | 5   | 5   | 19  | 12 | 1 | 3  | 4  | 2  |
| 2022–23    | Linköping HC         | SHL        | 42  | 4  | 19  | 23  | 18  | —  | — | —  | —  | —  |
| 2023–24    | Linköping HC         | SHL        | 42  | 3  | 20  | 23  | 20  | 4  | 1 | 0  | 1  | 0  |
| 2024–25    | Linköping HC         | SHL        | 38  | 6  | 14  | 20  | 14  | —  | — | —  | —  | —  |
| SHL totalt | SHL totalt           | SHL totalt | 338 | 27 | 100 | 127 | 136 | 43 | 3 | 15 | 18 | 28 |
| NHL totalt | NHL totalt           | NHL totalt | 124 | 5  | 14  | 19  | 34  | 23 | 0 | 1  | 1  | 12 |
| KHL totalt | KHL totalt           | KHL totalt | 114 | 3  | 32  | 35  | 57  | 27 | 1 | 5  | 6  | 6  |

### Internationellt
| År            | Lag           | Turnering     | Matcher | Mål | Assists | Poäng | Utv. |
| ------------- | ------------- | ------------- | ------- | --- | ------- | ----- | ---- |
| 2016          | Sverige       | VM            | 8       | 0   | 1       | 1     | 2    |
| 2022          | Sverige       | OS            | 6       | 0   | 0       | 0     | 0    |
| Senior totalt | Senior totalt | Senior totalt | 14      | 0   | 1       | 1     | 2    |